# Туктут Ногайт (національний парк)
 Національний парк Туктут Ногайт (англ. Tuktut Nogait National Park, фр. Parc national du Tuktut Nogait) — національний парк Канади, заснований в 1996 році, у складі Північно-західних територій.
Токтот Ногайт з інуктитуту перекладається — «молоді північні олені барен-граунд».
У парку мешкають північні олені барен-граунд, грізлі, вівцебики, вовки, сапсани, беркути.